# 로또쉐어
《로또쉐어》는 2021년에 개봉한 대한민국의 영화이다.

## 캐스팅

### 주연
- 최시형 : 양준호 역
- 김서지 : 김영주 역
- 차서하 : 최혜진 역
- 김가희 : 한진주 역
- 유의태 : 강동욱 역
- 이유진 : 임하연 역
- 이은비 : 이예린 역
- 명진현 : 이민수 역
- 최대훈 : 송남철 / 산장지기 역
- 김번영 : 토미 역

### 단역 및 특별출연
- 임유림 : 앵커 역
- 유희정 : 기자 역
- 김윤진 : 복권추첨 역
- 정은수 : 슈퍼주인 역 (특별출연)